# فرمان اخراج اجنبی‌ها

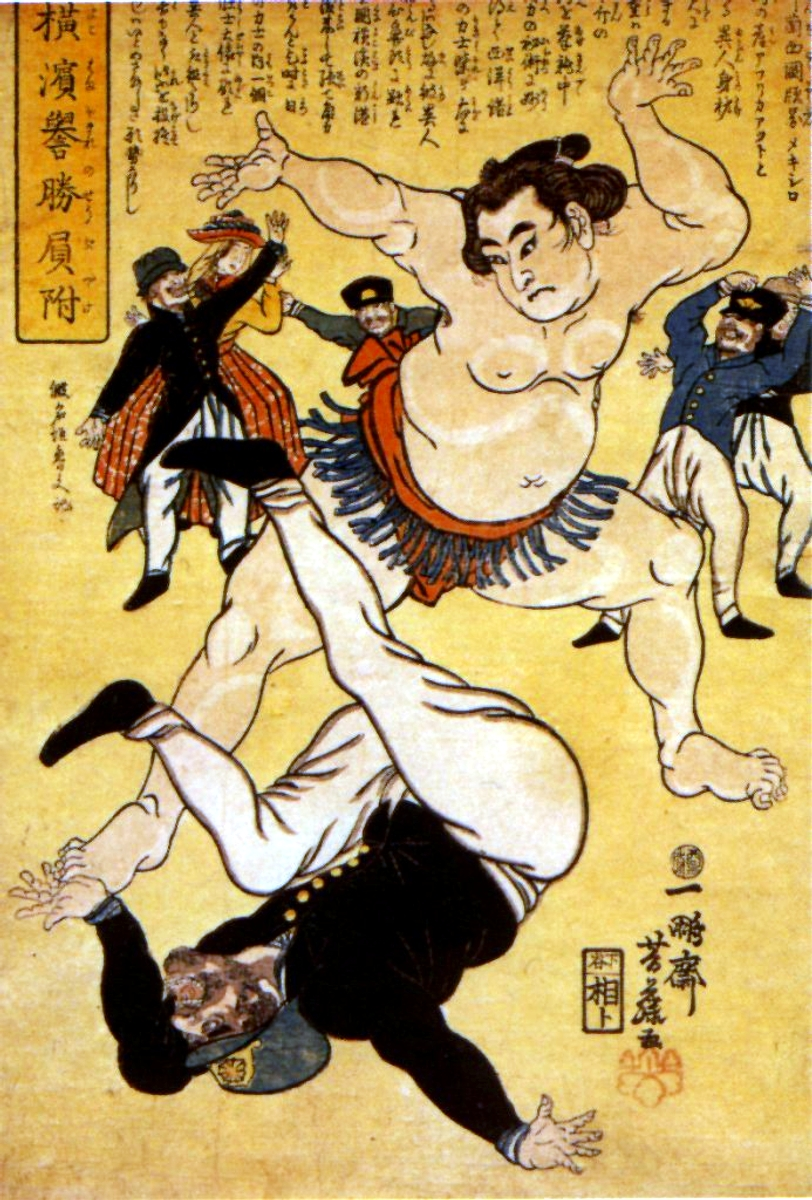
طرحی نقاشی شده در سال ۱۸۶۱ که در آن تمایل به اخراج به اجنبی یا Jōi 攘夷 به چشم می‌خورد.

فرمان اخراج اجنبی‌ها (به ژاپنی: 攘夷勅命 یا 攘夷実行の勅命 jōi chokumei یا jōi jikkō no chokumei)، حکمی بود که توسط امپراتور کُومِی در سال ۱۸۶۳ در مقابله با موج غرب‌گرایی ژاپن، پس از باز شدن کشور توسط ناخدا متیو سی. پری صادر شد. شوگون چهاردهم توکوگاوا ایه‌موچی تصمیم گرفت اخراج خارجی‌ها را در روز 10 ماه پنجم، برابر با ۲۵ ژوئن ۱۸۶۳ میلادی انجام دهد.
هدف از این فرمان ، به اجرا درآوردن موضوع اخراج بیگانگان بود که بین دربار امپراتوری در کیوتو و شوگون‌سالاری ادو در حال بررسی بود . با این حال ، این یک فرمان امپراتوری واحد نبود، بلکه چندین فرمان امپراتوری مختلف صادر شد و گفته می‌شود بسیاری از آنها به عنوان "فرمان‌های امپراتوری" توسط طرفداران رادیکال ضد بیگانگان که در آن زمان در دربار امپراتوری بودند، در توطئه با سامورایی‌هایی که صرف نظر از خواست امپراتور، با همین نظر موافق بودند، صادر شده است.

## دستور
حکم بر اساس احساسات ضد خارجی و جنبش و اندیشهٔ سون‌نو جوای حرمت‌گزاری به امپراتور، اخراج اجنبی‌ها رایج در آن زمان صادر شد. با این حکم امپراتور کُومِی شخصاً توافق و موافقت خود را با چنین احساساتی در کشور اعلام کرد، با توجه به شرایط بعد از قرن‌ها فرصت برای ایفای نقش فعال توسط امپراتور در مسائل مربوط به دولت به وجود آمد و امپراتور در مقابله با قراردادهای بسته شدن با خارجیان به مداخله در حکومت شوگون‌ها وارد شد. او در تاریخ روز ۱۰ از ماه سوم ۱۸۶۳ این فرمان را صادر کرد و آخرین مهلت برای اجرای فرمان را دو ماه بعد یعنی روز ۱۱ از ماه پنجم ۱۸۶۳ تقویم قدیم (گاه‌شماری قمری)، برابر با ۲۵ ژوئن ۱۸۶۳ میلادی قرار داد.
روز ۹ ژوئن سال ۱۸۶۳ شوگون وقت توکوگاوا ایه‌موچی به دربار گزارش داد که خارجی‌ها تا روز ۲۴ ژوئن اخراج خواهند شد. پیش تر هم او دو بار تاریخی معین کرده اما هر بار ناچار شده بود که کار را به تعویق بیندازد. بی شک او با بی میلی تمام تاریخ دیگری را معین کرد چون خوب می‌دانست که اگر خارجی‌ها به جنگ روی بیاورند ژاپن آمادگی مقابله ندارد. از سویی هم زیر فشار پیگیر دربار بود زیرا که در برابر وصلت با خواهر امپراتور کومی قول داده بود که بیگانگان را بیرون کند.
خاندان موری در قلمروی چوشو، تحت فرمان موری تاکاچیکا، دستور را دنبال کردند و از تاریخ تعیین شده به عنوان مهلت تعیین شده اقدام به اخراج همه خارجی‌ها کردند. تاکاچیکا که آشکارا از شوگون‌سالاری سرپیچی می‌کرد، به نیروهای خود دستور داد بدون هشدار بر روی تمام کشتی‌های خارجی که از تنگه تنگه شیمونوسکی عبور می‌کنند، بدون هیچ اخطاری شلیک کنند.
تحت فشار امپراتور، شوگون نیز مجبور به صدور اعلامیه‌ای شد که پایان روابط با خارجی‌ها را اعلام می‌کند. این دستور توسط اوگاساوارا ناگامیچی در ۲۴ ژوئن ۱۸۶۳ به تشکل‌های خارجی ارسال شد:
«دستورهای تایکون (شوگون)، از کیوتو دریافت شده است. شوگون به این نتیجه رسیده است که بندرها بسته می‌شوند و خارجی‌ها رانده می‌شوند، زیرا مردم کشور تمایل به ارتباط با کشورهای خارجی ندارند.»
- ۲۴ ژوئن ۱۸۶۳،
ادوارد سنت جان نیل، رئیس اتحادیه بریتانیا، با عباراتی بسیار قوی پاسخ داد، و این اقدام را با اعلام جنگ برابر دانست:
«این در واقع، اعلان جنگ توسط خود ژاپن علیه کل کشورهای مورد پیمان است و عواقب آن، اگر یک باره باز نگه داشته نشود، باید با شدیدترین و شایسته‌ترین مجازات خاتمه یابد.»
- ادوارد نیل، ۲۴ ژوئن ۱۸۶۳.

## نتایج
شوگون به هیچ وجه قصد و علاقه‌ای برای اجرای این دستور نداشت. تحت تأثیر این فرمان حملات علیه حکومت شوگون‌ها و همچنین در برابر خارجی‌ها در ژاپن انجام شد. از معروف‌ترین این حملات شلیک به کشتی‌های خارجی در تنگه شیمونوسکی درقلمروی چوشو به محض پایان موعد مقرر بود. بسیج سامورایی‌های رونین، برای ترور مقامات شوگون‌ها و مقامات غربی، قتل تاجر انگلیسی چارلز لنکس ریچاردسون در حادثه ناماموگی به عنوان نتایجی از این فرمان به‌شمار می‌آید. دولت توکوگاوا به پرداخت غرامت یک صد هزار پوند استرلینگ برای مرگ ریچاردسون ملزم شد.
در اوج جنبش ضد خارجی، در پاسخ به حمله به کشتی‌ها در تنگه شیمونوسکی کشورهای غربی جنگ شیمونوسکی را انجام دادند. به سبب قتل چارلز لنکس ریچاردسون پرداخت غرامت جنگ سنگینی از ساتسوما مطالبه شد و یک اسکادران از کشتی‌های نیروی دریایی سلطنتی بریتانیا برای مرعوب کردن دایمیو و وادار کردن او به پرداخت این غرامت به بندر ساتسوما در کاگوشیما رفت. در پاسخ به این حرکت دایمیو بطرف کشتی‌ها از ساحل شلیک کرد و کشتی‌های بریتانیایی را به آتش کشید. این کشتی‌ها هم در حمله‌ای تلافی‌جویانه شروع به بمباران کاگوشیما کردند.
این حوادث، منجر به تضعیف بیشتر حکومت شوگون‌ها شد. این حکومت بیش از حد ناتوان و سازش‌پذیر در روابط با قدرت‌های غربی به نظر می‌رسید. در نهایت استان‌های شورشی با یکدیگر متحد شده و در جنگ بوشین شوگون‌ها را سرنگون کردند و موجب به وجود آمدن اصلاحات میجی شدند.